# 女であれ、男であれ
「女であれ、男であれ」（おんなであれ、おとこであれ）は、1982年5月2日に発売された郷ひろみ42作目のシングル。

## 解説
カップリング曲「故郷は僕に微笑む」（ふるさとはぼくにほほえむ）は、この年に一部開業となった東北新幹線のイメージソングである。歌詞は公募され、曹洞宗の僧・早坂文明（はやさかぶんめい）の作品が選ばれた。

## 収録曲
1. 女であれ、男であれ
  - 作詞:来生えつこ／作曲:来生たかお／編曲:後藤次利
2. 故郷は僕に微笑む
  - 作詞:早坂文明・三浦徳子／作曲：小杉保夫／編曲:若草恵